# رالي داكار 2023

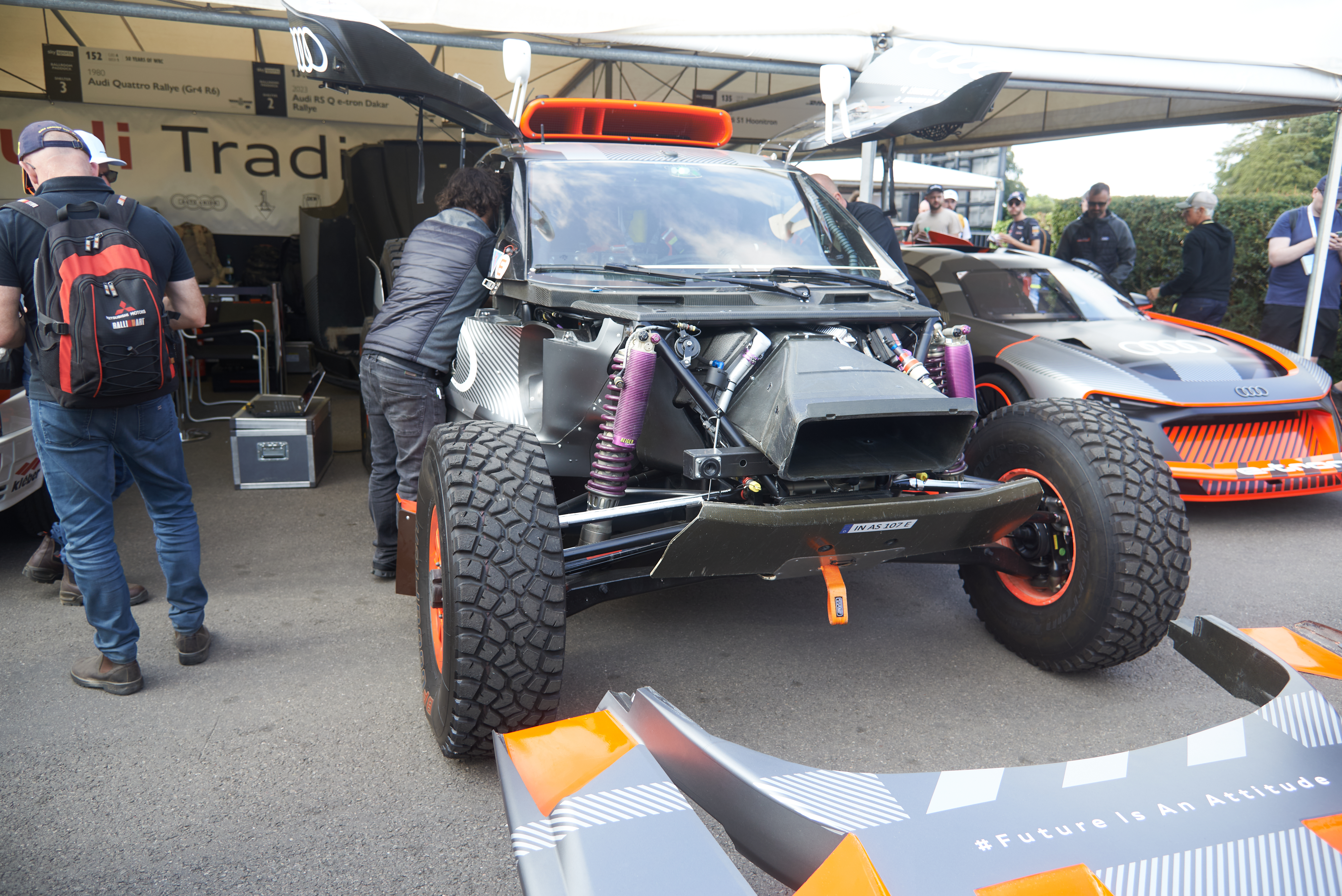

رالي داكار 2023 هو النسخة الـ45 من رالي داكار، والرابعة على التوالي التي ستستضيفها المملكة العربية السعودية، بعد أن استضافت نسخة 2020 و2021 و2022، وأقيم في الفترة ما بين 31 ديسمبر 2022 و15 يناير 2023.